# Liste preußischer Generale in den napoleonischen Kriegen

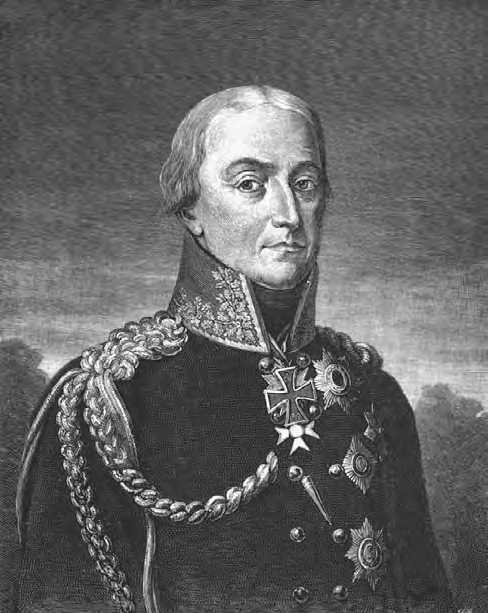
Friedrich Wilhelm von Bülow, in jeder Schlacht der Koalitionskriege siegreich

Diese Liste zählt preußische Generale während der preußischen Beteiligung an den Koalitionskriegen (1792–1795, 1806–1807, 1812–1815) auf und erstrebt langfristig Vollständigkeit. Als Dienstgrad wird der höchste Rang eingetragen, den der General im Laufe der preußischen Beteiligung innehatte. Zu Beginn der Koalitionskriege pensionierte Generale werden nicht beachtet. Alle Ernennungen nach der Demittierung sind für die Liste irrelevant, also werden auch Offiziere, die während des Krieges als Generale verabschiedet wurden, jedoch nicht als solche aktiv waren, nicht beachtet. Gleiches gilt für Titularoffiziere.

## Generalfeldmarschälle

### Infanterie
| Name                                 | Lebenszeit              | Dienstzeit    | Auszeichnungen | Anmerkungen |
| ------------------------------------ | ----------------------- | ------------- | -------------- | --- |
| Ferdinand von Braunschweig           | 1735–1806 (‡ Auerstedt) | 1773–1806     | HBO            | Auslöser des Tuileriensturmes |
| Wilhelm Magnus von Brünneck          | 1727–1817               | 1744–1805     | PlM, RAO, SAO  | 1805 als Generalfeldmarschall in den Ruhestand versetzt                                                                                         |
| Wilhelm René de l’Homme de Courbière | 1733–1811               | 1758–1811     | PlM, SAO, RAO  | gebürtiger Franzose, erlangte großen Ruhm bei der Verteidigung von Graudenz, zuvor in holländischen Diensten, Generalgouverneur von Westpreußen |
| Friedrich Adolf von Kalckreuth       | 1737–1818               | 1752–1818     |                | Gouverneur von Breslau, Königsberg und Berlin                                                                                                   |
| Ludwig Karl von Kalckstein           | 1725–1800               | 1742–1800     | SAO            | Gouverneur von Magdeburg, in keinerlei Schlachten involviert                                                                                    |
| Alexander von Knobelsdorff           | 1723–1799               | 1741–1799     | SAO            | F, Gouverneur von Küstrin |
| Wichard von Möllendorff              | 1724–1816               | ca. 1740–1816 | PlM, EL        | spielte eine unglückliche Rolle in der Schlacht bei Jena und Auerstedt                                                                          |

### Kavallerie
| Name                   | Lebenszeit | Dienstzeit           | Auszeichnungen        | Anmerkungen |
| ---------------------- | ---------- | -------------------- | --------------------- | --- |
| Gebhard von Blücher    | 1742–1819  | 1760–1773, 1787–1819 | PlM, EK, SAO, OHG, EO | F, Beiname „Marschall Vorwärts“, Bezwinger Napoleons in dessen letzter Schlacht, zuvor in schwedischen Diensten |
| Ludwig von Württemberg | 1756–1817  | 1775–1800            | OHA, MVO, SAO, WAO    | F, später in russischen und württembergischen Diensten                                                          |

## Generale der Infanterie
| Name                                           | Lebenszeit | Dienstzeit           | Auszeichnungen                | Anmerkungen |
| ---------------------------------------------- | ---------- | -------------------- | ----------------------------- | --- |
| Johann Georg von Anhalt-Dessau                 | 1748–1811  | 1768–1779, 1789–1808 | SAO                           | |
| Gottlieb Ludwig von Beville                    | 1734–1810  | 1749–1806            | PlM, SAO                      | Gouverneur von Neuenburg                                                                                         |
| Heinrich Gottlob von Braun                     | 1717–1798  | 1734–1794            | PlM, SAO                      | |
| Friedrich August von Braunschweig und Lüneburg | 1740–1805  | 1763–1794            | SAO                           | F, zuvor in braunschweigischen Diensten                                                                          |
| Jakob von Colong                               | 1724–1806  | 1745–1806            | RAO1                          | |
| Friedrich Wilhelm von Bülow                    | 1755–1816  | 1768–1816            | PlM, MWO, EK, MMTO, SAO, RAO1 | In allen Schlachten siegreich                                                                                    |
| Franz Andreas von Favrat                       | 1730–1804  | 1759(?)–1804         | PlM, RAO, SAO                 | zuvor in französischen, spanischen und österreichischen Diensten, bekannt für seine außergewöhnliche Körperkraft |
| Karl Friedrich von Hirschfeld                  | 1747–1818  | 1762–1815            | PlM, RAO1                     | zwischenzeitlich in Kriegsgefangenschaft, involviert in die Aufstellung der Landwehr                             |
| Friedrich Ludwig zu Hohenlohe-Ingelfingen      | 1746–1818  | 1766–1806            | SAO                           | zuvor in den Reichsarmeen Gegner Preußens                                                                        |
| Friedrich von Kleist                           | 1762–1832  | 1778–1823            | PlM, EK, RAO1, OHW            | F |
| August von Preußen                             | 1779–1843  | 1797/8–1843          | HH, EK2, ÖkLO, SAO            | reichster Grundbesitzer des preußischen Staates, Generalinspekteur und Chef der Artillerie                       |
| Heinrich von Preußen                           | 1781–1846  | 1795–1846            | SAO, OHG, OHW                 | |
| Ernst von Rüchel                               | 1754–1823  | 1770–1809            | PlM, SAO                      | F |
| Bogislav von Tauentzien                        | 1760–1824  | 1776–1824            | PlM, GKEK, RAO, SAO, MMTO     | F, Botschafter in Russland                                                                                       |
| Ludwig Yorck von Wartenburg                    | 1759–1830  | 1772–1780, 1787–1830 | PlM, EK, RAO1, SAO            | zwischenzeitlich in niederländischen Diensten; Unterzeichner der Konvention von Tauroggen                        |
| Christian Ludwig von Winning                   | 1736–1822  | 1752–1812            | PlM, RAO                      | |

## Generale der Kavallerie
| Name                             | Lebenszeit | Dienstzeit           | Auszeichnungen               | Anmerkungen |
| -------------------------------- | ---------- | -------------------- | ---------------------------- | --- |
| Ernst Johann Sigismund von Boyen | 1730–1806  | 1746–1783, 1791–1806 | RAO                          | |
| Georg Oswald von Czettritz       | 1728–1796  | 1745–1796            | PlM, RAO                     | |
| Anton Wilhelm von L’Estocq       | 1738–1815  | 1757–1814            | PlM, EK am weißen Bande, SAO | F, Gouverneur von Breslau und Berlin                                                                            |
| August Neidhardt von Gneisenau   | 1760–1831  | 1785–1831            | PlM, MMJO, MMTO, SAO         | F, bedeutender Heeresreformer, zuvor in österreichischen, brandenburgisch-ansbachischen und britischen Diensten |
| Karl August von Sachsen-Weimar   | 1757–1828  | 1787(?)–1822(?)      | SAO, WAO                     | F |
| Johann Adolf von Thielmann       | 1765–1824  | 1815–1824            | RAO1, MHO, OHA, EL           | auch in sächsischen und russischen Diensten tätig                                                               |

## Generalleutnante

### Infanterie
| Name                                               | Lebenszeit              | Dienstzeit                      | Auszeichnungen                                                                         | Anmerkungen |
| -------------------------------------------------- | ----------------------- | ------------------------------- | -------------------------------------------------------------------------------------- | --- |
| Friedrich Erdmann von Anhalt-Köthen-Pleß           | 1731–1797               | 1751–1755, 1793–1797            | SAO, WAO                                                                               | zwischenzeitlich in französischen Diensten, nach der Hinrichtung Ludwigs XVI. legte er alle französischen Militärwürden nieder |
| Alexander Wilhelm von Arnim                        | 1738–1809               | 1753–1807                       | PlM, RAO1, bei Auerstedt verwundet, fälschlicherweise für tot gehalten                 | |
| Matthias Wilhelm von Below                         | 1722–1798               | 1740–1798                       | PlM, RAO1                                                                              | |
| Friedrich Adrian von Borcke                        | 1734–1806               | 1742–1806                       | PlM                                                                                    | |
| Dietrich Eugen Philipp von Bornstedt               | 1726–1793               | 1742–1793                       |                                                                                        | |
| Hans Ehrentreich von Bornstedt                     | 1722–1807               | 1739–1807                       | PlM                                                                                    | |
| Ludwig Matthias Nathanael Gottlieb von Brauchitsch | 1757–1827               | 1772–1827                       | PlM, RAO1, OHA                                                                         | Gouverneur von Berlin |
| Friedrich Otto von Diericke                        | 1743–1819               | 1760–1819                       | PlM, SAO, RAO1, OHA                                                                    | |
| Ludwig Wilhelm August von Ebra                     | 1759–1818               | 1774–1811, 1813–1815            | PlM                                                                                    | |
| Johann Viktor von Ernest                           | 1741–1817               | 1786–1813                       | PlM                                                                                    | zuvor in englischen, holländischen und braunschweigischen Diensten                                                             |
| Karl Ludwig Bogislav von Goetze                    | 1743–1806               | 1758–1806                       | PlM, RAO                                                                               | |
| Franz Ludwig von Hatzfeldt                         | 1756–1827               | 1795–1827                       | SAO                                                                                    | zuvor in kurmainzischen Diensten, keine aktive preußische Verwendung in den Koalitionskriegen                                  |
| Ludwig von Hessen-Homburg                          | 1770–1839               | 1788–1839                       | RAO, SAO, GHL, GO, MMTO, SSO                                                           | Gouverneur von Luxemburg |
| Wilhelm II. von Hessen-Kassel                      | 1777–1847               | 1804(?)–1814(?)                 | SAO, EO                                                                                | agierte wenig ruhmreich als Militär                                                                                            |
| Johann Christian von Hundt                         | 1730–1815               | 1745–1807/15                    | PlM                                                                                    | Sein Sohn fiel als Major bei Claye                                                                                             |
| Karl Friedrich von dem Knesebeck                   | 1768–1848               | 1782–1847                       | EPlM, EK1, SAO, MMJO, ÖkLO, OHAE, OHW, SO, MMJO                                        | |
| Heinrich von der Lahr                              | 1734–1816               | 1756–1810                       | PlM, RAO1                                                                              | |
| Wilhelm Christian von Larisch                      | 1743–1823               | 1761–1813                       | Seit 1806 durch eine Verwundung dienstuntauglich, bei Lübeck in Gefangenschaft geraten | |
| Karl zu Mecklenburg                                | 1785–1837               | 1799–1837                       | ♣PlM, SAO, MMTO, EK1                                                                   | verwundet bei Leipzig |
| Christian Friedrich Wilhelm von Ploetz             | 1745–1816               | 1759–1814                       | PlM                                                                                    | Bruder von Franz von Ploetz |
| Franz Heinrich Christian von Ploetz                | 1741–1819               | 1755–1807                       | PlM                                                                                    | |
| Louis Ferdinand von Preußen                        | 1772–1806 († Saalfeld)  | 1789(?)–1806                    |                                                                                        | Bedeutung als Musiker |
| Friedrich Ludwig Wilhelm Otto Gans zu Putlitz      | 1750–1828               | 1770–1812, 1813–1815            | PlM, EK2                                                                               | stark divergierende Rolle im Krieg                                                                                             |
| Eugen von Raumer                                   | 1756–1823               | 1773–1815                       | PlM                                                                                    | |
| Friedrich Karl Ludwig von Schleswig-Holstein       | 1757–1816               | 1777–1781, 1786–1797            | RAO1, HO, ANO, EO                                                                      | danach in russischen Diensten                                                                                                  |
| Carl von Schmettau                                 | 1743–1806 (‡ Auerstedt) | 1756–1778, 1787–1790, 1797–1806 |                                                                                        | anerkannter Kartograf, möglicherweise Vater Louis Ferdinands von Preußen                                                       |
| Friedrich Schuler von Senden                       | 1753–1827               | 1786(?)–1825                    | PlM, RAO1                                                                              | zuvor in braunschweigischen und holländischen Diensten                                                                         |
| Karl von Steinmetz                                 | 1768–1837               | 1787–1817                       | ♣PlM, OHA1, OHG3, RAO3                                                                 | Vermesser von Westfalen |
| Ludwig August von Stutterheim                      | 1751–1826               | 1763–1811, 1813–1825            | PlM, SAO, RAO1                                                                         | |
| August von Thümen                                  | 1757–1826               | 1769–1820                       | ♣PlM, EK1, SO1, OHA, RAO                                                               | wendete die Schlacht bei Dennewitz                                                                                             |
| Wilhelm Karl von Treuenfels                        | 1740–1813               | 1774–1808                       |                                                                                        | zuvor in hessischen Diensten, verwundet bei Warschau                                                                           |
| Wilhelm von Zastrow                                | 1752–1830               | 1766–1807, 1813(?)–1830         | PlM, SAO, HO                                                                           | |

### Kavallerie
| Name                                                        | Lebenszeit | Dienstzeit | Auszeichnungen                    | Anmerkungen                                                                                 |
| ----------------------------------------------------------- | ---------- | ---------- | --------------------------------- | ------------------------------------------------------------------------------------------- |
| Karl August von Backhof                                     | 1720–1807  | 1734–1796  | PlM, RAO                          |                                                                                             |
| Georg Friedrich Christoph von Bardeleben                    | 1734–1801  | 1752–1801  | PlM                               |                                                                                             |
| August Adam Heinrich von Bismark                            | 1739–1813  | 1753–1805  | PlM, RAO1                         |                                                                                             |
| Ludwig von Borstell                                         | 1773–1844  | 1788–1840  | PlM, EK1, SAO, RAO1, GO, KSO, OZL | Mitglied des Preußischen Staatsrates                                                        |
| Carl Adolph von Brühl                                       | 1742–1802  | 1782–1802  |                                   | zuvor in sächsischen Diensten                                                               |
| Karl Friedrich von Brüsewitz                                | 1738–1811  | 1753–1806  | PlM                               |                                                                                             |
| Karl Adolf August von Eben und Brunnen                      | 1734–1800  | 1751–1794  | PlM, RAO                          |                                                                                             |
| Karl Friedrich von Elsner                                   | 1739–1808  | 1754–1806  | PlM, SAO                          |                                                                                             |
| Karl Gustav von Erichsen                                    | 1743–1827  | 1762–1813  | PlM                               | zuvor in russischen Diensten, schwere Verwundung bei Jena                                   |
| Karl Gottlob Ludwig Sylvius von Frankenberg und Ludwigsdorf | 1732–1795  | 1765–1795  | PlM                               | zuvor in hessen-kasselschen Diensten                                                        |
| Sylvius von Frankenberg und Proschlitz                      | 1732–1795  | 1752–1795  | PlM                               |                                                                                             |
| Friedrich Eberhard Siegmund Günther von Goeckingk           | 1738–1813  | 1757–1805  | PlM, RAO                          | als General der Kavallerie pensioniert                                                      |
| Ludwig Ferdinand Friedrich von Heising                      | 1738–1809  | 1753–1807  | PlM                               |                                                                                             |
| Jakob Friedrich von Holtzendorff                            | 1741–1820  | 1756–1814  | PlM, RAO1                         | verwundet bei Jena                                                                          |
| Friedrich Heinrich Karl von Hünerbein                       | 1762–1819  | 1778–1819  | PlM, EK1, OHA, RAO1               | Gouverneur von Breslau                                                                      |
| Karl Leopold von Köckritz                                   | 1744–1821  | 1761–1814  | PlM, SAO                          | mitverantwortlich für die preußische Isolation                                              |
| Friedrich Wilhelm Ludwig von Krusemarck                     | 1767–1822  | 1784–1822  | PlM, EK2, RAO, SO                 | preußischer Gesandter in Wien                                                               |
| Eberhard Friedrich Fabian von Massenbach                    | 1753–1819  | 1766–1815  | PlM, RAO, Offizier der EL         | Gouverneur zwischen Weichsel und Russland                                                   |
| Hans Stephan von Rouquette                                  | 1742–1813  | 1758–1813  | 1811 zwei Monate in Festungshaft  |                                                                                             |
| Moritz von Prittwitz                                        | 1747–1822  | 1762–1813  | PlM, OHA, RAO                     | als Generalmajor demittiert, später den Charakter eines Generalleutnants verliehen bekommen |
| Christoph Johann Friedrich Otto von Zieten                  | 1747–1817  | 1762–1817  | PlM, RAO1, OHA                    | verwundet bei Zehendick und Heilsberg                                                       |

### Artillerie
| Name                                  | Lebenszeit                 | Dienstzeit | Auszeichnungen     | Anmerkungen       |
| ------------------------------------- | -------------------------- | ---------- | ------------------ | ----------------- |
| Friedrich Wilhelm Heinrich von Decker | 1744–1828                  | 1763–1815  | PlM, OHG, EK2      |                   |
| Gerhard von Scharnhorst               | 1755–1813 (‡ Großgörschen) | 1778–1813  | PlM, RAO2, OHW, EK | F, Heeresreformer |

## Generalmajore

### Infanterie
| Name                                                       | Lebenszeit                            | Dienstzeit           | Auszeichnungen                                                                                   | Anmerkungen |
| ---------------------------------------------------------- | ------------------------------------- | -------------------- | ------------------------------------------------------------------------------------------------ | --- |
| Ludolf August Friedrich von Alvensleben                    | 1743–1822                             | 1758(?)–1809         | PlM                                                                                              | verurteilt zu zweijähriger Festungshaft |
| Benjamin von Amaudruz                                      | 1735–1797                             | 1748–1797            | PlM                                                                                              | zuvor in holländischen Diensten |
| Albrecht von Anhalt                                        | 1735–1802                             | 1752–1800            | PlM                                                                                              | zuvor in hessischen Diensten |
| August Christian von Anhalt-Köthen                         | 1769–1812                             | 1798–1812            | RAO, SAO, WAO                                                                                    | |
| Ferdinand von Anhalt-Köthen                                | 1769–1830                             | 1786–1830            | PlM, SAO, EK2, CO, OGV                                                                           | F |
| Ludwig I. von Baden                                        | 1763–1830                             | 1787(?)–1793         | SAO, OZL, EO, KSO, HO, HdO                                                                       | zunächst ein gutes Verhältnis zu Napoleon |
| Ehrenreich Wilhelm Gottlieb von Besser                     | 1740–1807                             | 1756–1806            | PlM                                                                                              | |
| Karl Anton von Bila                                        | 1741–1820                             | 1755–1813            | PlM                                                                                              | |
| Rudolf Ernst von Bila                                      | 1743–1808                             | 1759–1808            | PlM                                                                                              | |
| Johann Eberhard Ernst Herwarth von Bittenfeld              | 1753–1833                             | 1773(?)–1815         | EK am weißen Bande                                                                               | |
| Wilhelm Johann Maria von Blumenstein                       | 1768–1835                             | 1792–1821            | PlM, RAO3, EK2                                                                                   | bis zur Französischen Revolution in französischen Diensten                                                                                            |
| Ernst Friedrich von Bockelberg                             | 1727–1796                             | 1743–1796            | PlM                                                                                              | |
| Carl Andreas von Boguslawski                               | 1758–1817                             | 1776–1817            | PlM                                                                                              | |
| Philipp Julius Leopold von Boineburg und Lengsfeld         | 1738–1816                             | 1748–1804            | PlM                                                                                              | |
| Bogislav Ernst von Bonin                                   | 1727–1797                             | vor 1758–1794        |                                                                                                  | |
| Otto Heinrich Friedrich von Borch                          | 1723–1799                             | 1740–1794            | PlM                                                                                              | |
| Karl von Borcke                                            | 1776–1830                             | 1790–1830            | PlM, EK1, SO, OHW                                                                                | bis 1817 Teil der Besatzungstruppen in Frankreich |
| Karl August Joseph Friedrich von Bose                      | 1763–1826                             | 1815–1825            | MHO, RAO1                                                                                        | zuvor in sächsischen Diensten |
| Hermann von Boyen                                          | 1771–1848                             | 1784–1848            | PlM, RAO1, SAO, ONL, GO, SO, EK1                                                                 | F, zweimaliger preußischer Kriegsminister, Militärreformer, verwundet bei Auerstedt                                                                   |
| Friedrich Wilhelm von Braunschweig                         | 1771–1815 († Quatre-Bras)             | 1789–1815            |                                                                                                  | Als Begründer der Schwarzen Schar eine Leitfigur in den Befreiungskriegen                                                                             |
| Christian Wilhelm von Chlebowsky                           | 1755–1807                             | 1767–1807            | PlM, RAO1                                                                                        | An Entkräftung gestorben |
| Franz Peter von Cornerut                                   | 1734–1808                             | 1754–1808            |                                                                                                  | Wegen Kapitulation vor einem Kriegsgericht |
| Carl Adolf von Carlowitz                                   | 1771–1837                             | 1815–1837            | MHO, OEK1, OHA, RAO1                                                                             | F, kämpfte zuvor für Russland und Sachsen, |
| Carl von Clausewitz                                        | 1780–1831                             | 1792–1831            | RAO2, OHW, OHA, OHG                                                                              | bedeutender Militärtheoretiker, zwischenzeitlich in russischen Diensten, Unterzeichner der Konvention von Tauroggen, ein Jahr in Kriegsgefangenschaft |
| Daniel Ludwig von Crousaz                                  | 1746–1811                             | 1766–1800            | PlM                                                                                              | zuvor in sardischen Diensten |
| Johann Georg Ferdinand von Damm                            | 1717–1797                             | 1736–1797            | PlM                                                                                              | |
| Johann Anton von Dessaunieres                              | 1731–1802                             | 1761–1802            | PlM                                                                                              | zuvor in französischen und holländischen Diensten |
| August von Dohna-Lauck                                     | 1728–1796                             | 1744–1796            |                                                                                                  | |
| Wilhelm Ludwig Viktor Henckel von Donnersmarck             | 1775–1849                             | 1789–1849            |                                                                                                  | F, Befehlshaber der Okkupationstruppen |
| Karl von Esebeck                                           | 1745–1809                             | 1760–1808            | PlM                                                                                              | |
| Christian Moritz Alexander von Frankenberg und Ludwigsdorf | 1732–1794                             | 1749–1794            | PlM                                                                                              | |
| Friedrich Wilhelm Leopold von Gaudi                        | 1765–1823                             | 1779–1819            | PlM, RAO1, EK2                                                                                   | Generalgouverneur von Schlesien |
| Karl August von Greiffenberg                               | 1738–1807 (‡ Auerstedt)               | 1756–1807            |                                                                                                  | |
| Karl Georg Albrecht Ernst von Hake                         | 1769–1835                             | 1785–1833            | PlM, RAO1, SAO, OHA, MMTO                                                                        | später Kriegsminister |
| Gottfried Ernst Sigismund Holzschuher von Harrlach         | 1750–1816                             | 1767–1816            |                                                                                                  | verwundet bei Auerstedt |
| Philipp von Ivernois                                       | 1754–1813                             | 1786–1813            | PlM                                                                                              | zuvor in schweizerischen Diensten |
| Friedrich Wilhelm von Jagow                                | 1771–1857                             | 1785–1836            | PlM, EK1, SAO, RAO1                                                                              | einige Monate in Kriegsgefangenschaft |
| Bernhard Friedrich Moritz Joseph von Jechner               | 1750–1821                             | 1763–1815            | PlM                                                                                              | aktiv in der Militärreform |
| Karl August Adolf von Krafft                               | 1764–1840                             | 1778–1832            | PlM, EK1, ♣RAO1, ♣RAO2, RAO3, SAO, OHA1                                                          | |
| Wilhelm von Krauseneck                                     | 1774–1850                             | 1791–1848            | ÖkLO, HGL, RAO1, ANO, SO, OHA, EK1, SAO                                                          | des Weiteren Militärkartograf und Geodät |
| Gustav von Kessel                                          | 1760–1827                             | 1776–1827            | EK am weißen Bande, ♣RAO1, ♣RAO2                                                                 | zuletzt Kommandeur des Invalidenhauses in Berlin |
| Wilhelm von Knobelsdorff                                   | 1752–1820                             | 1771–1820            |                                                                                                  | Gesandter in Den Haag und Konstantinopel |
| Johann Friedrich von Krajewski                             | 1742–1807                             | 1756–1807            | PlM                                                                                              | |
| Mathias Julius von Laurens                                 | 1755–1807 (‡ Verteidigung von Danzig) | 1770–1807            | PlM                                                                                              | zuvor in russischen Diensten, |
| Carl Heinrich August von Lindenau                          | 1755–1842                             | 1786–1820            | PlM                                                                                              | |
| Friedrich von Lingelsheim                                  | 1755–1835                             | 1773–1817            | PlM                                                                                              | |
| Karl Friedrich Ludwig von Lobenthal                        | 1766–1821                             | 1780–1821            | PlM, RAO2, EK2, HOGL                                                                             | bei Leipzig verwundet |
| Michael Heinrich von Losthin                               | 1762–1839                             | 1780–1815            | PlM, EK, OHA, SO, RAO2                                                                           | |
| Carl Friedrich Heinrich von Wylich und Lottum              | 1767–1841                             | 1784–1809, 1810–1841 | PlM, RAO, Brillanten zum SAO, ÖkLO, VBK (Komtur)                                                 | Minister in verschiedenen Funktionen |
| Ludwig Moritz von Lucadou                                  | 1741–1812                             | 1760–1808            |                                                                                                  | 1807 erster Kommandant der erfolgreich verteidigten Festung Kolberg                                                                                   |
| Johann Adolph von Lützow                                   | 1748–1819                             | 1762–1813            | PlM                                                                                              | |
| Ernst Julius von Magusch                                   | 1734–1815                             | 1753–1813            | PlM                                                                                              | im vierten Koalitionskrieg bei Weimar in Gefangenschaft geraten                                                                                       |
| Karl Ludwig von Oppeln-Bronikowski                         | 1766–1842                             | 1778–1821            | PlM, EK am weißen Bande, RAO2, RAO3                                                              | |
| Georg Dubislav Ludwig von Pirch                            | 1763–1838                             | 1775–1816            | PlM, OHA, RAO1, OHG, EL (Großoffizier)                                                           | Älterer Bruder Otto von Pirchs |
| Otto von Pirch                                             | 1765–1824                             | 1775–1815, 1819–1824 | PlM, RAO1                                                                                        | als Oberdirektor der Kadettenanstalten etc. wieder eingestellt                                                                                        |
| Bonaventura von Rauch                                      | 1740–1814                             | 1761(?)–1806         |                                                                                                  | ohne Abschied 1806 bei anschließendem Hausarrest entlassen, Vater von Johann Gustav Georg von Rauch                                                   |
| Kaspar Friedrich von Rentzel                               | 1741–1817                             | 1757–1815            | PlM                                                                                              | Im Gefecht am Schätzel verletzt |
| Friedrich Ludwig von Schack                                | 1747–1829                             | 1766–1814            | PlM                                                                                              | zu zwei Jahren Festungshaft verurteilt |
| Christian Friedrich von Schimonski                         | 1745–1813                             | 1761–1813            | PlM                                                                                              | Bruder Dietrichs von Schimonsky |
| Dietrich Leberecht von Schimonsky                          | 1740–1826                             | 1758–1806(?)         | bei der Kapitulation von Magdeburg in Kriegsgefangenschaft geraten, danach unter Arrest gestellt | |
| Johann Friedrich Wilhelm von Schoeler                      | 1731–1817                             | 1756–1817            | PlM (aberkannt)                                                                                  | Wegen der Kapitulation Hamelns in Ungnade gefallen |
| Georg Dietrich von Sobbe                                   | 1747–1823                             | 1763–1813            | PlM                                                                                              | 1774 wurde ihm der Adel aberkannt |
| Friedrich Alexander zu Solms-Hohensolms-Lich               | 1763–1830                             | 1802–1830            | RAO1                                                                                             | zuvor in niederländischen Diensten, Gouverneur von Berg                                                                                               |
| Carl August von Stutterheim                                | 1759–1820                             | 1773–1820            | ♣PlM                                                                                             | |
| Ernst Ludwig von Tippelskirch                              | 1774–1840                             | 1794–1840            | PlM, EK1, RAO1                                                                                   | |
| Ernst Christian Albert von Tresckow                        | 1760–1831                             | 1782–1825            | PlM, RAO                                                                                         | |
| Karl Gottlieb von Tschepe                                  | 1740–1826                             | 1755–1806            | PlM                                                                                              | nach der Kapitulation Magdeburgs zu zweijähriger Festungshaft verurteilt                                                                              |
| Friedrich August Albrecht von Tschirschky                  | 1734–1799                             | 1749–1799            | PlM                                                                                              | |
| Ernst Vollrad von Vieregge                                 | 1744–1816                             | 1771–1813            | PlM                                                                                              | zuvor in braunschweigischen Diensten |
| Georg Ludwig Alexander von Wahlen-Jürgaß                   | 1758–1833                             | 1775–1816            | PlM, EK1, RAO1, OHW, OHA                                                                         | verwundet bei Haynau |
| Johann August Karl zu Wied                                 | 1779–1836                             | 1797–1836            | SAO, RAO1, HOGL                                                                                  | |
| Karl Heinrich von Zielinski                                | 1772–1817                             | 1791–1871            | PlM, EK1, OHA, OHW                                                                               | starb an einer der Spätfolgen des Krieges |

### Kavallerie
| Name                                                 | Lebenszeit | Dienstzeit              | Auszeichnungen                            | Anmerkungen |  |
| ---------------------------------------------------- | ---------- | ----------------------- | ----------------------------------------- | --- |  |
| Johann Kasimir von Auer                              | 1736–1809  | 1754–1807               | PlM                                       | |  |
| Joseph Theodor Sigismund von Baczko                  | 1751–1840  | 1765–1813               | PlM, OHA                                  | |  |
| Abraham von Bailliodz                                | 1736–1815  | 1756–1806               | PlM                                       | |  |
| Karl Friedrich Hermann von Beeren                    | 1749–1817  | 1764–1813               | PlM                                       | Nach dem Frieden von Tilsit nicht mehr verwendet                                                               |  |
| Jakob Friedrich von Berg                             | 1734–1797  | 1748–1797               |                                           | |  |
| Joseph Albrecht Christoph von Bieberstein-Pilchowsky | 1730–1815  | 1757–1797               | PlM                                       | |  |
| Jakob Albrecht von Birkhahn                          | 1733–1801  | 1751–1796               | PlM                                       | |  |
| Hans Rudolf von Bischoffwerder                       | 1741–1803  | 1760–1763, 1778–1798    | SAO                                       | F, zwischenzeitlich in sächsischen Diensten                                                                    |  |
| Wilhelm von Boeltzig                                 | 1755–1834  | 1772–1808               | PlM, RAO1                                 | |  |
| Hans Friedrich Heinrich von Borstell                 | 1730–1804  | 1743–1804               | RAO1                                      | agierte erfolgreich bei Pirmasens                                                                              |  |
| Hieronymus von Brückner                              | 1730–1806  | 1751–1797               | PlM                                       | |  |
| Albert Christian Heinrich von Brühl                  | 1743–1792  | 1787–1792               |                                           | zuvor in sächsischen Diensten                                                                                  |  |
| Karl Wilhelm von Bünting                             | 1738–1809  | 1759–1809               | PlM                                       | bei Auerstedt verwundet                                                                                        |  |
| Karl Wilhelm von Byern                               | 1737–1800  | 1753–1800               | PlM                                       | |  |
| Karl Friedrich von Corswant                          | 1754–1824  | 1769–1815               | PlM, EK1, OGV, CO                         | F |  |
| Gottlob Karl Ludwig von Corvin-Wiersbitzki           | 1756–1817  | 1770–1813               | PlM                                       | |  |
| Georg Ludwig Friedrich von Dalwig                    | 1762–1832  | 1774–1813               | PlM, RAO3                                 | |  |
| Johann Ehrenreich von Dehrmann                       | 1728–1809  | 1752–1794               | PlM                                       | |  |
| Philipp Georg von Dietherdt                          | 1741–1807  | 1757–1807               | PlM                                       | 1804 Kriegsminister                                                                                            |  |
| Leopold Wilhelm von Dobschütz                        | 1763–1836  | 1777–1827               | EK1, RAO1, SO, OHA, OHW                   | F, später Gouverneur der Rheinprovinz und Breslau, Ehrentitel: „Held von Dennewitz“ und „Befreier Wittenbergs“ |  |
| Georg Ludwig von Gilsa                               | 1730–1792  | 1745–1792               |                                           | |  |
| Johann Wilhelm von der Goltz                         | 1737–1793  | 1752–1793               | PlM, RAO                                  | gestorben an den Folgen einer Verwundung bei einem Erkundungsrittes                                            |  |
| Karl Franz von der Goltz                             | 1740–1804  | 1756(?)–1770, 1787–1804 | PlM,RAO                                   | zwischenzeitlich in polnischen Diensten, später noch zum Generalleutnant ernannt                               |  |
| Leopold Heinrich von der Goltz                       | 1746–1816  | 1758–1797               | RAO                                       | nach der Pensionierung noch den Charakter eines Generalleutnants verliehen bekommen                            |  |
| Levin von Heister                                    | 1757–1816  | 1798–1816               | PlM, EK2, RAO3, HOGL                      | zuvor in hessischen und britischen Diensten, Gouverneur zwischen Rhein und Weser                               |  |
| Karl Friedrich Bernhard Helmuth von Hobe             | 1765–1822  | 1788–1822               | ♣PlM, EK1, RAO2, OHW3                     | |  |
| Friedrich August Thomas von Heymann                  | 1740–1801  | 1792–1801               |                                           | bis zur Revolution in französischen Diensten, preußischer Gesandter in München                                 |  |
| Levin von Geusau                                     | 1734–1808  | 1752–1808               | RAO                                       | F, Schwiegervater des Generals Gustav von Rauch                                                                |  |
| Heinrich von der Goltz                               | 1775–1822  | 1787–1822               | ♣PlM, EK1, EK2, RAO1, OHW, MMJO           | später Botschafter in Frankreich                                                                               |  |
| Friedrich von Kall                                   | 1742–1809  | 1762–1807               | PlM, RAO                                  | bis zur Schlacht bei Roßbach in französischen Diensten                                                         |  |
| Andreas Georg Friedrich von Katzler                  | 1764–1834  | 1776–1827               | PlM, OHW, EK1, SO, ♣RAO1, ♣RAO2           | schwere Verwundung im Gefecht bei Möckern                                                                      |  |
| Joseph Friedrich Karl von Klüx                       | 1774–1816  | 1788–1816               | PlM, RAO2, EK1                            | |  |
| August Friedrich Erdmann von Krafft                  | 1748–1822  | 1762–1815               | PlM                                       | |  |
| Karl von Massenbach                                  | 1752–1821  | 1769–1810, 1813–1814    | PlM                                       | |  |
| Gottlieb Sigismund Karl Miesitschek von Wischkau     | 1745–1810  | 1760–1808               | PlM                                       | |  |
| Adolf Friedrich von Oppen                            | 1762–1834  | 1772–1811, 1813–1816    | PlM, EK1, OHA2, RAO3                      | |  |
| Christian Friedrich von der Osten                    | 1740–1819  | 1756–1813               | PLM                                       | |  |
| Hans Joachim Friedrich von Sydow                     | 1762–1823  | 1775–1822               | PlM, EK2, SO                              | |  |
| Gustav von Rauch                                     | 1774–1841  | 1788–1841               | PlM, SAO, RAO1, MMJO, OHA                 | späterer Kriegsminister                                                                                        |  |
| Michael Szabszinski von Rembow                       | 1740–1818  | 1753–1813               | PlM, RAO3, OHA                            | 1807 mit vollem Gehalt bezahlt                                                                                 |  |
| Adrian Gottlieb von Rhein                            | 1745–1805  | 1788(?)–1805            | PlM                                       | |  |
| Friedrich Erhard von Röder                           | 1768–1834  | 1781–1832               | PlM, RAO1, Ritter der EL, MMTO            | zeichnete sich bei Waterloo aus                                                                                |  |
| Heinrich Dietrich Christoph von Roeder               | 1742–1831  | 1758–1813               |                                           | |  |
| Karl Alexander Wilhelm von Treskow                   | 1764–1823  | 1778–1815               | PlM, EK1                                  | |  |
| Heinrich von Zawadzky                                | 1758–1820  | 1774–1810, 1813–1815    | RAO3                                      | |  |
| Hans Ernst Karl von Zieten                           | 1770–1848  | spätestens 1786–1848    | ♣PlM, EK1, SAO, RAO1, Knight OB, SSO, ANO | Oberbefehlshaber des Preußischen Okkupationskorps                                                              |  |

### Artillerie
| Name                                               | Lebenszeit | Dienstzeit   | Auszeichnungen             | Anmerkungen                                                |
| -------------------------------------------------- | ---------- | ------------ | -------------------------- | ---------------------------------------------------------- |
| Karl Philipp von Anhalt                            | 1732–1806  | 1756–1795    | PlM                        |                                                            |
| Christoph Karl Friedrich von Bardeleben            | 1727–1798  | 1748–1794    |                            | wegen Nachlässigkeit zu vierwöchigem Arrest verurteilt     |
| Karl Friedrich von Holtzendorff                    | 1764–1828  | 1778–1828    | ♣PlM, ♣RAO1, RAO2, SO, EK1 | verwundet bei Ligny                                        |
| Joachim Friedrich Wilhelm Neander von Petersheiden | 1743–1817  | 1762–1814    | PlM, RAO3                  | Inspekteur                                                 |
| Johann Christian von Pontanus                      | 1742–1813  | 1762–1813    | PlM                        | Präses der Artillerieprüfungskommission                    |
| Wilhelm Ludwig von Puttkamer                       | 1739–1820  | 1761–1809    | PlM                        | zunächst in holländischen Diensten                         |
| Joachim Friedrich Wilhelm von Oppen                | 1747–1815  | 1763–1815    | RAO3, OHA                  | Präses der Artillerieprüfungskommission                    |
| Heinrich Otto von Scheel                           | 1745–1808  | 1787(?)–1808 |                            | zuvor in dänischen Diensten                                |
| Johann Heinrich Otto von Schmidt                   | 1758–1841  | 1772–1824    | PlM, ♣RAO1, Ritter der EL  | arbeitete zwischenzeitlich und danach im Kriegsministerium |

## Legende
Die Dienstzeit bezieht sich allein auf den aktiven Dienst in der preußischen Armee.
† = in der Schlacht gefallen
‡ = an den Folgen der Verwundungen aus der Schlacht gestorben
Um den hohen Anteil an Freimaurern hervorzuheben, werden diese in den Anmerkungen mit einem „F“ hervorgehoben.

### Auszeichnungen
Die Auszeichnungen wurden teils auch vor und nach den Koalitionskriegen vergeben. Bei unbekannter Ausprägung sind sie kursiv geschrieben. Bei Auszeichnungen mit Abstufungen sind die Klassen in arabischen Ziffern angefügt. Großkreuze sind fett dargestellt, Eichenlaub ist mit einem „♣“ versehen. Die Abkürzungen sind wie folgt:
preußische
- Pour le Mérite = PlM
- Eisernes Kreuz = EK
- Ritter des Schwarzen Adlerordens = SAO
- Roter Adlerorden = ROA
- Königlicher Hausorden von Hohenzollern = HH

russische
- Russischer Orden des Heiligen Georg Klasse = OHG
- Orden des Heiligen Wladimir = OHW
- Russischer Orden der Heiligen Anna Klasse = OHA
- Alexander-Newski-Orden = ANO
- Orden des Heiligen Andreas des Erstberufenen = OHAE
- Orden des Heiligen Stanislaus = OHS

österreichische
- Orden vom Niederländischen Löwen = ONL
- Kommandeur des Militär-Maria-Theresien-Ordens = MMTO
- Orden der Eisernen Krone = OEK
- k.u. Sankt Stephans-Orden = SSO
- Österreichisch-kaiserlicher Leopold-Orden = ÖkLO
- Ritter des Ordens vom Goldenen Vlies = OGV

bayerische
- Hubertusorden = HO
- Militär-Max-Joseph-Ordens = MMJO
- Verdienstorden der Bayerischen Krone = VBK

badische
- Hausorden der Treue = HdO
- Orden vom Zähringer Löwen = OZL

Auszeichnungen weiterer deutscher Fürstentümer
- Militär-St.-Heinrichs-Orden = MHO (sächsisch)
- Guelphen-Orden = GO (hannoveranisch)
- Württembergischer Militärverdienstorden = MVO
- Hausorden vom Goldenen Löwen = HOGL (Hessen-Kassel)
- Großherzoglich Hessischer Ludwigsorden = GHL (Hessen-Homburg)

britische
- Hosenbandorden = HBO
- Order of the Bath = OB

schwedische
- Schwertorden = SO
- Königlicher Seraphinenorden = KSO

weitere
- Militär-Wilhelms-Orden = MWO (niederländisch)
- Elefanten-Orden = EO (dänisch)
- Weißer Adlerorden = WAO (polnisch)
- Mitglied der Ehrenlegion = EL (französisch)
- Christusorden = CO (päpstlich)